# Wuliangye

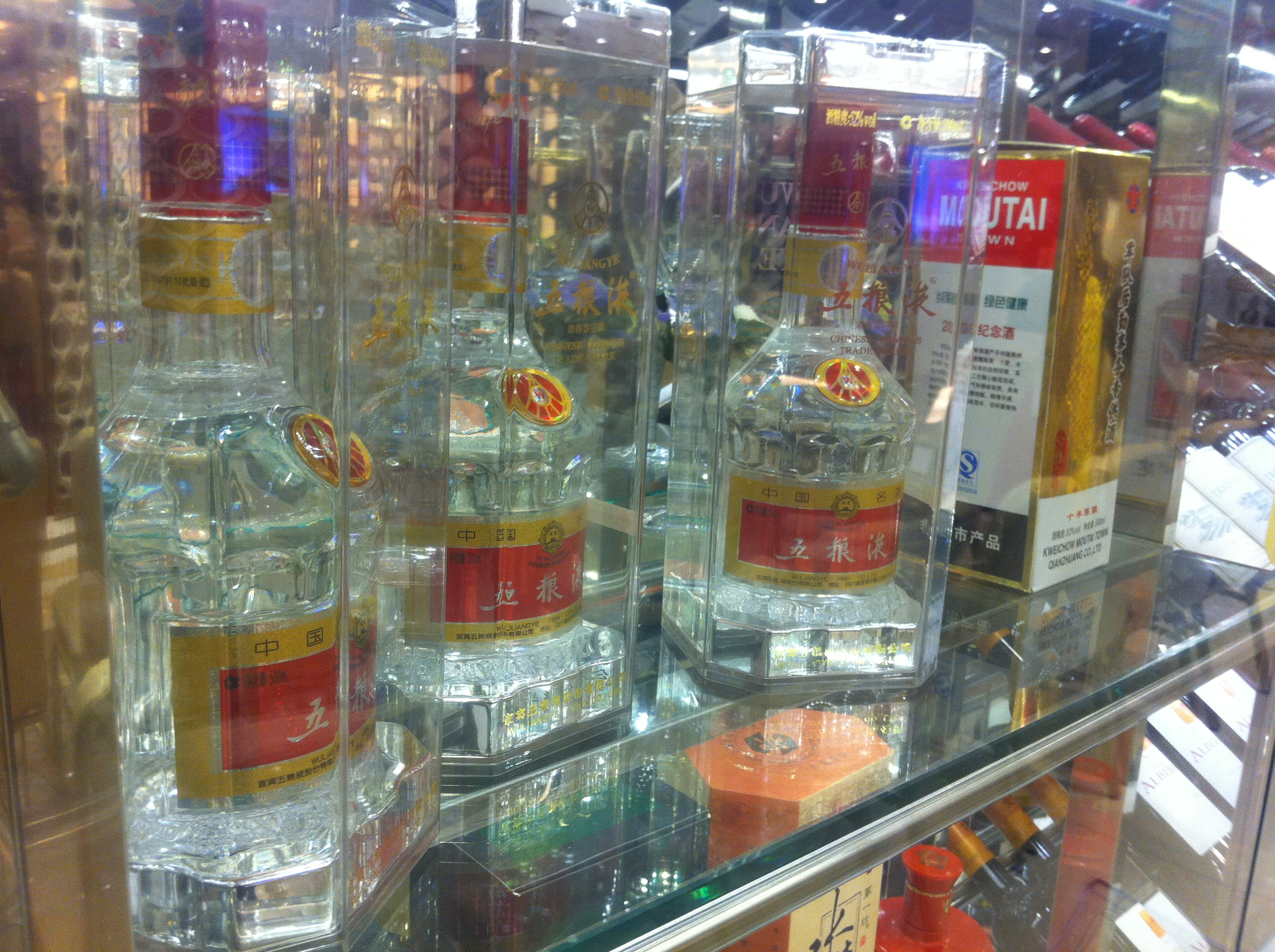
Des spiritueux de l'entreprise

Wuliangye (en mandarin simplifié:五粮液) est le premier producteur chinois de boissons alcoolisées.
Elle produit notamment du baijiu. L'entreprise détiendrait 45 % de part de marché sur ce produit en 2008 selon le magazine  China Economic Review, Vin & Sprit